# 考証学

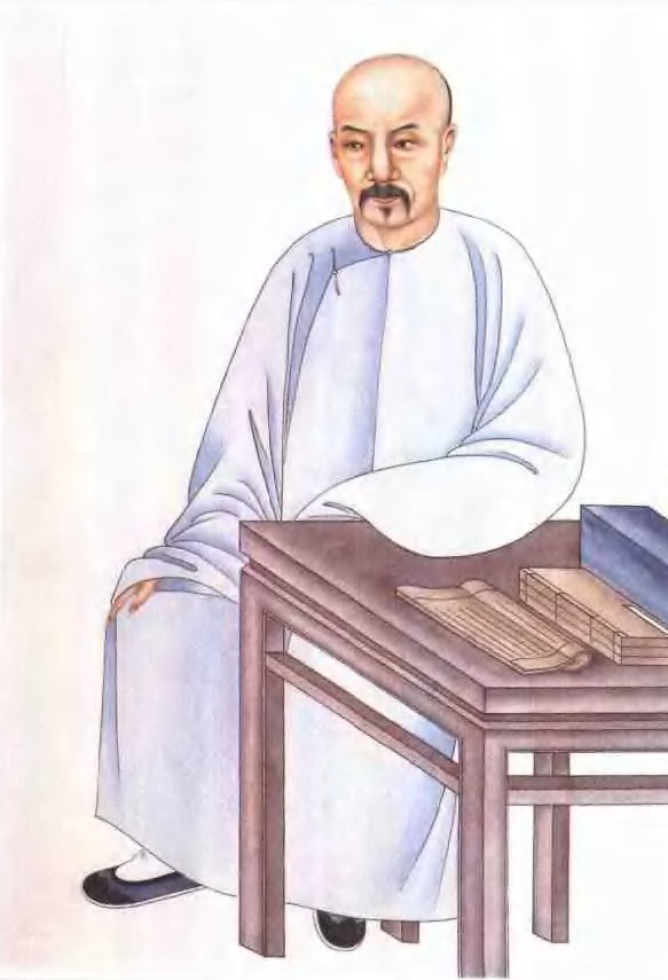
『清代学者像伝』より、戴震

考証学（こうしょうがく）とは、中国清代に流行した学問の手法、または儒学の思潮である。宋代から明代に流行した宋明理学が哲学的・思弁的・独創的な手法であったのと対照的に、「実事求是」を主として臆測の説を排し、文献学的・言語学的・実証的な手法をとった。
漢代の鄭玄らの訓詁学の手法を模範としたことから漢学（かんがく）とも呼ばれる。樸学（ぼくがく）、考拠学（こうきょがく）ともいう。

## 概要
宋代から明代の儒学（宋明理学）は、独自の思想に基づいて経書を解釈する学問として発達した。それに対して清代の考証学は、独自の思想よりも文献上の証拠に基づいて実証的に解釈する学問として発達した。
考証学者は儒学（経学や礼学）だけでなく、史学・諸子学・地理学・天文暦学・数学（中国の数学）・金石学・音楽学（中国の音楽）・目録学・校勘学（本文批評）・小学（漢字学や音韻学）なども積極的に扱った。天文暦学や数学は、イエズス会宣教師が伝えた西洋の学問の影響も受けていた（西学東漸）。
宋明理学の持っていた思想性を完全に失ったというわけでもなく、戴震のように新たな「理」の思想を説く考証学者もいた。

## 歴史

### 前史
考証学は一般に清代のものとされるが、宋代の欧陽脩の諸著作や、『困学紀聞』『郡斎読書志』『直斎書録解題』『通志』『文献通考』などに既に萌芽があった。
明末清初の黄宗羲や顧炎武が、清代考証学の先駆的存在である。黄宗羲の方は、史学や暦学の方面に精通しており、顧炎武は、経学・史学や文字学に秀で、厳格な考証を行った。以後、経学・史学の研究が隆盛となった。

### 盛期
考証学は康熙・雍正・乾隆三代の学問奨励策とあい符合して、清代中期の乾隆・嘉慶年間（1736年 - 1820年）に全盛となった。このことから、全盛期の考証学を乾嘉の学（けんかのがく、乾嘉学派）という。『四庫全書』の編纂も同じ頃に行われた。
乾嘉学派の代表的な学者としては、閻若璩・恵棟・銭大昕・戴震・段玉裁・王念孫・王引之らが挙げられる。その中で、恵棟の系統を呉派、戴震の系統を皖派（かんぱ）と呼び、考証学の二大潮流となった。呉派は蘇州を中心とするグループであり、恵棟により始められ銭大昕によって大成された。一方、皖派は安徽省出身の江永によって始められ、戴震・段玉裁・王念孫・王引之の四人（戴段二王）によって発展された。このため皖派の主流を戴段二王の学と呼ぶ。
呉派と皖派の両派は浙西学派とも総称される。浙西学派が顧炎武を始祖として音韻学・訓詁学・金石学といった言語学的研究や礼学を重視するのに対し、歴史学を重視する黄宗羲を始祖とする浙東学派（浙東史学）があり、万斯大・万斯同・全祖望・章学誠・邵晋涵らがいる。章学誠は「六経皆史」の説を唱え、経書研究に史学的視点をもたらした。
清代中後期には、汪中・阮元・焦循・劉宝楠ら、主に揚州府出身の学者たち（揚州学派）によって乾嘉学派の手法が継承された。

### 末期
清代末期には、鄭玄に代表される後漢の経学よりも、前漢の経学、とりわけ公羊学に基礎を置く常州学派が隆盛となった。
清代末期に考証学は衰退したが、その余波は兪樾・孫詒譲・王先謙、およびその次代の章炳麟・劉師培・王国維・梁啓超といった学者を生んだ。清末の彼らも多様な分野を扱ったが、なかでも諸子学を主に扱った。とりわけ章炳麟らの世代は、西洋の未知の思想を受容する際、それらを諸子の思想に見立てて理解しようとした。
考証学の歴史は、清代中後期の江藩『国朝漢学師承記』や、上記の梁啓超の『清代学術概論』によってまとめられた。特に梁啓超は、「ルネサンス」「帰納法」といった西洋の術語を用いて考証学を説明した。なお「考証学」という呼称は、大田錦城『九経談』序や梁啓超『清代学術概論』序に由来する。

## 概括

### 梁啓超による整理

#### 正統派の学風
梁啓超によれば、清朝考証学の正統派は以下のような学風をもつという。
1. およそ一つの解釈をおこなうには、必ず証拠による。証拠なくして臆測するというのは、断固として排斥するところである。
2. 証拠を選択するには、古えを尊ぶ。漢・唐の証拠によって宋・明を批判するが、宋・明の証拠によっては漢・唐を批判することをしない。漢・魏によって唐を批判してよく、漢によって魏・晋を批判してよく、先秦・前漢によって後漢を批判してよろしい。経によって経にを証明すれば、すべての経伝を批判してよろしい。
3. 一つの証拠によって定説とはしない。反証のないものはしばらくおいて、続証を得てはじめて信用する。有力な反証にあえば放棄する。
4. 証拠を隠匿すること、あるいは証拠を曲解することを、すべて不徳と考える。
5. 同類の事項をならべて比較研究し、その方法をもとめることをもっともよろこぶ。
6. 従来の学説を採用したばあいには、必ず明記し、剽窃を大なる不徳と考える。
7. 意見があわなければ、たがいに論争する。弟子が師を反駁非難することをも辞さない。受けてたつ者も、それを師にさからうこととはけっして考えなかった。
8. 論難は、ある問題を範囲として設定し、温厚篤実なる言葉を用いるようにする。自己の意見をまげることはけっしてしないが、同時に、他人の意見をも尊重する。いたけだかにやっつけたり、つまらぬことでひっかけたり、暗に皮肉を言ったりすることを不徳と考える。
9. 専門的に一つの事を研究し、「搾く、かつ深く」研究することをよろこぶ。
10. 素朴、簡潔なる文体を貴び、「言葉に枝葉ある」ことをもっときらう。

このように考証学は、諸事の根拠を明示して論証する学問的態度を指し、典籍を精細に読破して古義を闡明せんとするものであった。

#### 方法論
梁啓超によれば、清代の学者の学問研究は、純粋に帰納法を用い、また純粋に科学的精神を用いる。このような方法と精神は以下の順序を踏むことで実現することが可能である。
1. 必ずまず事物を注意して観察することであり、どの点とどの点とが特別に注意を払う価値があるのかを見極めること。
2. 一つの事項に注意したならば、その事項と同類もしくは相関連したものをすべて並べて比較研究すること。
3. 比較研究した結果、自己の意見を一つ立ててみること。
4. この意見に基づいて、さらに正面、側面、反面からひろく証拠をもとめ、証拠がそろえば定説として述べ、有力な反証にあえばこれを捨てること。

およそ近世のあらゆる科学の成立は、すべてこの階梯にしたがったものであり、清代の考証家の立説もまた、一つ一つ必ずこの階梯を踏んだものとなっている。

#### 分裂
梁啓超によれば、清代後期の道光・咸豊以降、考証学は分裂した。分裂の原因に関しては「学派自体に由来するもの」と「環境の変化によって促進せられたもの」とに分かれる。

##### 学派に由来するもの
1. 考証学の研究方法は甚だ優れているものであったが、研究方法がすこぶる限定せられていた。特に立派な成果をあげていたのは訓詁の部門のみであったとされる。また清学が明学に代わって盛んとなったのは「実学」であることを提唱したためであるが、実際には「実」の字を貫徹出来なかったがために衰退していったとされる。
2. 学派自体に欠陥があるうえに、専制をおこなったためである。
3. 清学派は、古えを尊重することを人に教え、加えて絶えず疑問を持つことを人に教えたとされる。みなが信じているものにおいても常に疑いをもってかかる。その教えにより、この学派から新しい別の考えを持つものが生まれることは必然であり、故にこの学派の運命を根本から動揺させることとなった。

##### 環境の変化によって促進せられたもの
1. 清初の「経世致用」の学派が断絶した理由は、学風が帰納的な研究方法に走って空論を排したため、当局の嫌疑を避け、しばらく身を潜めたためである。
2. そもそも学問の継続的な発展には、比較的太平の世が続いた時代であることが不可欠であるが、清学の根拠地である江浙は咸豊・同治の乱(太平天国)で被害を受け、文献も失われているため、学問が衰退するのは当然のことであった。
3. 海禁が解かれ、「西学」が次第に輸入されたことにより、きわめて幼稚な西学の知識と、清初啓蒙期の経世の学とを相結合させ、別に一学派を樹立して、正統派にたいして公然と反旗をひるがえすことにつながった。

### 思想史家による整理

#### 実事求是について
宋明学にあたっては、相対的に経書の解釈は第二義的なものとされて、主観的な解釈が主流を成していたといえる状態であった。しかし、清代における言語観の転換とともに経書解釈の客観化が追及され、その理念とされたものが『漢書』の河間献王劉徳の治学態度である「実事求是」であった。考証学は、実事求是を標榜し、経書の言説に即して儒学の義理を客観的に解釈する方法を追求するものと、自らの立ち位置を公然とした。
張岱年はこの実事求是に対して「この語は科学方法の最も基本原則を掲げているといえる。劉徳のいわゆる『実事』には特殊な内容があり、『是』にも特殊な意義があるが、『実事求是』は一つの規律として一般性を持つ。したがって今日この語を唯物論の基本態度を表示するのに利用できるのである」とその概念の差異に関しては留保しているものの、実証性自体を評価している。
戴震は実事求是を基本理念としている理由を「実事が前にあれば、人は私が言う是を強弁として非とはできず、私が言う非を強弁として是とはできない。」「虚理が前にあれば、人は私が言う是を別の学説を主張して非とできるうえに、私が言う非をまた別の学説でもって是ともできる。」と端的に述べている。

#### 実証性
考証学は「文献研究の方法として客観的な資料に基づく判断を尊重する合理性に根ざし、実証主義的である」とされる。考証学は文字・音韻・訓詁を主体とした言語学的な方法論の整備を追求し、言語というものは間主観的に理解することのできる媒体であるために、学問としての実証性を内に備えることが出来た。
これらを踏まえた上で、銭大昕は経書解釈の基礎として実証主義とは相容れないはずの、儒学に対する形而上的認識を考証を合理的に行うための前提的な枠組みとしてあらかじめ組み込んでいた。例えば、我々の近代科学と認識するものの根底には、形而上学を排斥する実証主義が存在するが、その大前提となるものはニュートンによって与えられた、客観世界を時間的質量的に均質な普遍的存在とする科学的な「信仰」であった。実証主義にとっては「本来対象に対する認識がいかにして可能となるか、加えて認識の可能となる条件はいかにして整えられるか」が問題とされ、そうした上ではじめて客観世界が時間的質量的に均質であることが証明されるべきであったが、その本質的な証明がないままにニュートン以後は、それが自然科学的世界観として絶対化された。
ここで重要なことは、ニュートンによって与えられた客観世界が時間的質量的に均質であるという形而上的認識が支配したからこそ近代科学が成立し、今日に至る科学の展開を支える基礎が与えられたという構図となっている点である。要は実証主義の背後には形而上的認識が存在し、この形而上的認識を背景に据えていたからこそ対象への積極的なアプローチが可能となっていた。つまり、考証学の実証性に対する、儒学としての形而上学的なものの存在を無視した評価は、考証学本来のすがたを正しく言い当てるものにはならず、儒学としての考証学がその客観的な経書解釈の方法論として訓詁・音韻の学を包摂することと、形而上学的な道の承認との間に矛盾はないとされる。まさに形而上的な道の認識が、儒学としての考証学の訓詁・音韻に依拠する実証性を基礎付けていた。
銭大昕における考証学の実証性といわれるものは、言語という客観的・合理的ないわば啓蒙主義の申し子のような手段による方法論の整備と客観的な論理の組み立てに存していた。しかし逆説的であるが、それは形而上的な儒学の道の認識が基にあり、それに支えられていたとされる。

## 日本における受容と展開
日本では、江戸時代中後期に、「考証学派」と称される吉田篁墩・大田錦城・近藤重蔵・松崎慊堂・狩谷棭斎・渋江抽斎・海保漁村らが、清朝考証学の受容や、同様の手法による諸学の研究をおこなった。
また、山鹿素行・伊藤仁斎・荻生徂徠らの古学派は、考証学を受容したわけではないが、考証学と同様に朱子学批判を展開した。吉川幸次郎は、本居宣長らの国学について「考証学者が扱った「経学」の日本版のようなものだ」と説明している。
明治に入ってからは、近代的な中国哲学や歴史学へ研究手法や成果が継承された。歴史学では、西欧的な実証史学の導入に先立つ明治政府の修史事業において中心となった重野安繹が、考証学の伝統を引く実証的方法論を提唱した。これに基づいて重野は、例えば『太平記』の史料的価値の否定、ひいては『太平記』に依拠する『大日本史』の史料批判を行い、『太平記』で活躍する忠臣・児島高徳の実在を否定するなどした。